# Eukaliptuszolaj
Az eukaliptuszolaj az eukaliptusz növényből kivont illóolaj. Színtelen vagy halványsárga színű, kámforra emlékeztető szagú, kesernyés ízű folyadék. Sűrűsége 0,907-0,927 g/cm³. Az eukaliptuszolajat számos termék összetevőjeként használják, megfázás csökkentésére, ízületi fájdalmak enyhítésére szolgáló kenőcsökben is megtalálható. A VIII. Magyar Gyógyszerkönyvben Eucalypti aetheroleum    néven hivatalos.  

## Összetétele
60–80% cineol (eukaliptol), továbbá kisebb mennyiségben kamfén, cimén, para-cimen, geraniol, globulol, limonén, fellandrén, pinén és piperiton, transz-pinokarveol.
Gyógyászati szempontból elsősorban az 1,8-cineol-tartalom a legfontosabb, amiből az illóolaj 60-85%-ot tartalmaz, a fajtától függően. Alkotórésze még a kámfén, a fenkon, a pinokarveol és 2 szeszkviterpén: az eudezmol és a globuol.

## Gyógyhatása
Antibakteriális, antivirális, antifungális (elsősorban a légzőszervi, húgyúti és bőrfertőzéseket okozó kórokozókkal szemben), asztma, megfázás, láz, torokfájás, cukorbetegség, gyulladás és reuma ellen használatos, izomlazító, méregtelenítő hatású.

## Felhasználása
A hagyományos orvoslásban sebkezelésre, sérült bőrfelületek ápolására használják. A modern terápiás alkalmazások közül első helyen a légzőszervi betegségek említhetők meg, inhalálószerként orrcseppben, orrkenőcsökben és mellkasi kenőcsökben alkalmazva enyhíti a légúti panaszokat. Az eukaliptusz illóolaja és annak fő alkotórésze, az eukaliptol a bőrön keresztül is gyorsan felszívódik, ezért önmagában és kenőcsökben is hatásos, de vigyázni kell, hogy az illóolaj ne kerüljön szembe! A légúti fertőzések kezelésének és terjedésének megakadályozása mellett különböző kenőcsökben, bedörzsölő – szerekben, masszázs- és fürdőolajokban mozgásszervi betegségek és sportsérülések (izomfájdalmak, zúzódás, rándulás (lóbalzsamban is) stb.) kezelésére külsőleg alkalmazható. Gyakran dörzsölik az illóolajat közvetlenül a mellkas és a hát bőrébe, légzési nehézségek esetén. Hordozó olajban elkeverve, kiváló a láb-, kéz- és körömgombásodás felszámolására.
Felhasználják számtalan kozmetikai termékben: szájvíz, fogkrém, korpásodás elleni samponok, lábápolószerek, testápoló, borotválkozószerek, zsíros bőrre ajánlott arcápoló pakolások, öregedő bőr regenerálására ajánlott arcápolók. Kozmetikai termékekben ajánlott felhasználási koncentráció: 0,1–1%.
Gyógyszergyártásban, aromalámpákban légúttisztító hatású olajként, depresszió, köhögés, migrén, megfázás, reuma, rovarriasztás, szaunaolajok alkotórészeként, de az édességipar is felhasználja gyógycukorkák készítésénél.

## Mellékhatások
Az emésztőszervrendszer gyulladásos betegségeinél nem szabad belsőleg használni, illetve epehólyag-gyulladásnál és májbetegség esetén sem javallott. Hígítatlanul belsőleg nem alkalmazható, mivel toxikus, már 4-5 ml elfogyasztása is végzetes lehet felnőtteknél. A mérgezés tünetei: émelygés, gyomorégés, hányás, hasmenés, légzési nehézség, majd légzésbénulás. Csecsemőknél és kisgyermekeknél (5 éves korig), különösen arcon és az orr környékén nem szabad alkalmazni, mert szintén kiválthat légzési nehézséget. Mivel nem állnak rendelkezésre adatok a biztonságos használatra vonatkozóan ezért várandósság és szoptatás alatt inkább kerülendő maga az olaj és készítményei is.
Nem allergén, de gyengítheti más gyógyszerek hatását.

## Felhasználás módja
Párologtatás, bedörzsölés, inhalálás, fürdő, borogatás.

## Keverhetősége
Keverhető erdei fenyővel, levendulával.